# Шекинский историко-краеведческий музей
Шекинский историко-краеведческий музей (азерб. Şəki Tarix Diyarşünaslıq Muzeyi) — музей, расположенный в городе Шеки Азербайджанской Республики. Музей носит имя азербайджанского педагога, писателя и этнографа Рашид-бека Эфендиева.

## История
Шекинский историко-краеведческий музей был образован в сентябре 1925-го года по решению Комиссариата Просвещения. В 1980 году музей переехал в здание, построенное в качестве казармы в 1895 году. Общая площадь музея составляет 924 м², 724 м² из которых отведены под залы экспозиции. В музее экспонируются более 5000 экспонатов, отражающих историю, культуру, древние виды искусства, этнографию и кухню Шекинского региона. Также в музее имеются стенды относящиеся к Великой Отечественной войне, а также стенды отражающие период войн в Афганистане и Карабахе.
Музей состоит из следующих отделов:
- Природа
- Древний период
- Этнография
- Республика
- Наука, культура, просвещение и здравоохранение
- Боевая слава
- Шелководство
- Сельское хозяйство

Экспонаты музея демонстрировались в зарубежных странах, таких как Мадагаскар, Эфиопия, Пакистан и других странах.